# BBC Nyon
Le BBC Nyon est un club suisse de basket-ball basé à Nyon. Le club joue en Ligue Nationale A (LNA) depuis la saison 2019-2020. Auparavant, il évoluait en Ligue Nationale B (LNB) à partir de la saison 2013-2014, à la suite d'une relégation administrative.

## Histoire
Le BBC Nyon est né le 29 avril 1991 à la suite de la faillite de Nyon Basket.
Un groupe de parents pour la plupart impliqués dans le basket "par la faute" de leurs rejetons qui sévissent sous les paniers a constitué un nouveau club, le BBC Nyon.
Le premier comité était composé de Franz Kneubühler, Pierre Badan, Irène Rey, Dominique Genoud, Claude Chambaz, Gianpaolo Patelli et Jean Meier.
Le club fut admis à l'Association Vaudoise de Basket (AVB) le 16 juin 1991 et a obtenu l'autorisation d'évoluer en 2e ligue cantonale vaudoise en lieu et place de la 4e ligue cantonale vaudoise qui lui était initialement promise.

## Bilan sportif

### Palmarès
Le Nyon Basket a remporté le championnat de Suisse en 1983 et la coupe de Suisse en 1981 (finaliste en 1982).
| Compétitions nationales | Compétitions internationales |
| - Championnat de Suisse D2 : - Champion (1) : 2019. - Coupe de Suisse : - Finaliste (2) : 2005 & 2022 - Coupe de la Ligue : - Finaliste (1) : 2009. | - Néant                      |

### Saison par saison
| Saisons     | Ligue        |
| ----------- | ------------ |
| 1991-1992   | 2e ligue AVB |
| 1992-1994   | 1LN          |
| 1994-1995   | 2e ligue AVB |
| 1995-1997   | 1LN          |
| 1997-2000   | LNB          |
| 2000-2013   | LNA          |
| 2013-2019   | LNB          |
| depuis 2019 | LNA          |

## Joueurs et personnalités du club

### Présidents
- ?? - ?? :  Alexis Margot
- ??-2007 :  Philippe Chappuis
- 2007-2010 :  Jean-François Kurz
- 2010-2018 :  Barbara Pythoud-Maccalister
- 2018-2022 :  Xavier Paredes
- 2022-2025 :  Jérôme Darbre
- 2025- :

### Entraîneurs
| Période   | entraîneur(s)                                                           |
| --------- | ----------------------------------------------------------------------- |
| 1991-1999 | ?                                                                       |
| 1999-2002 | Gianpaolo Pattelli                                                      |
| 2002-2003 | Piero-Alain Landenbergue & Robert Margot puis Claude Ciani              |
| 2003-2005 | Jon Ferguson                                                            |
| 2005-2006 | Jon Ferguson puis Gianpaolo Pattelli                                    |
| 2006-2007 | Gianpaolo Pattelli                                                      |
| 2007-2008 | Gianpaolo Pattelli puis Mario De Sisti puis Robert Margot               |
| 2008-2009 | Hugues Occansey puis Andrea Petitpierre                                 |
| 2009-2010 | Andrea Petitpierre puis Alain Thinet                                    |
| 2010-2012 | Jon Ferguson                                                            |
| 2012-2013 | Rodrigue M'Bayé                                                         |
| 2013-2015 | Julie Lebris                                                            |
| 2015-2017 | Fabrice Rey                                                             |
| 2017-2018 | Fabrice Rey (décédé 2 jours avant le début de la saison) / Julie Lebris |
| 2018-2021 | Alain Attallah                                                          |
| 2021-2024 | Stefan Ivanović                                                         |
| 2024-     | Maleye N'Doye                                                           |

### Anciens joueurs, entraîneurs et présidents
- Fabien Fond
- Marvin Owens
- Julien Stalder
- Gino Lanisse
- Robert Margot
- Olivier Deforel
- Travarus Benett
- Chris Bracey
- Silovio Turkovic
- Earl "The Pearl" Brown
- Jeffery Larsen
- Gianpaolo Pattelli
- Jon Ferguson
- Alexis Margot
- Philippe Chappuis
- Jean-François Kurz dit "JFK" (décédé en juin 2011)
- Chris Channing
- Hubert Register